# Stazione di Toyokawa (Osaka)
La stazione di Toyokawa (豊川駅?, Toyokawa-eki) è una stazione della diramazione Saito della Monorotaia di Ōsaka situata a Ibaraki nella prefettura di Osaka. La stazione della monorotaia è segnalata dal numero (53).